# Notre-Dame-d'Estrées
Pour les articles homonymes, voir Notre-Dame.
Notre-Dame-d'Estrées est une ancienne commune française, située dans le département du Calvados en région Normandie, intégrée au sein de la commune nouvelle de Notre-Dame-d'Estrées-Corbon.

## Géographie

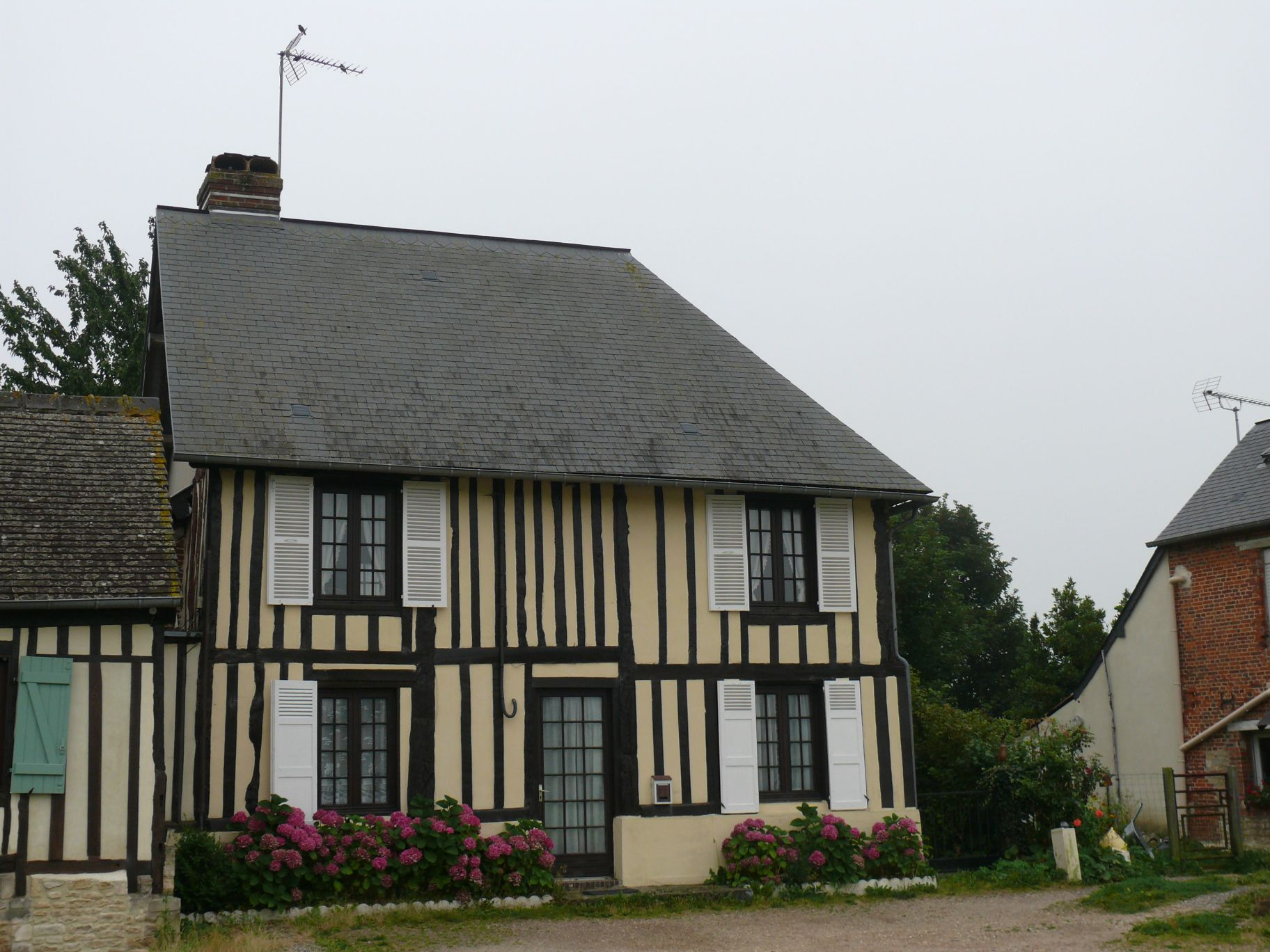
Maison.
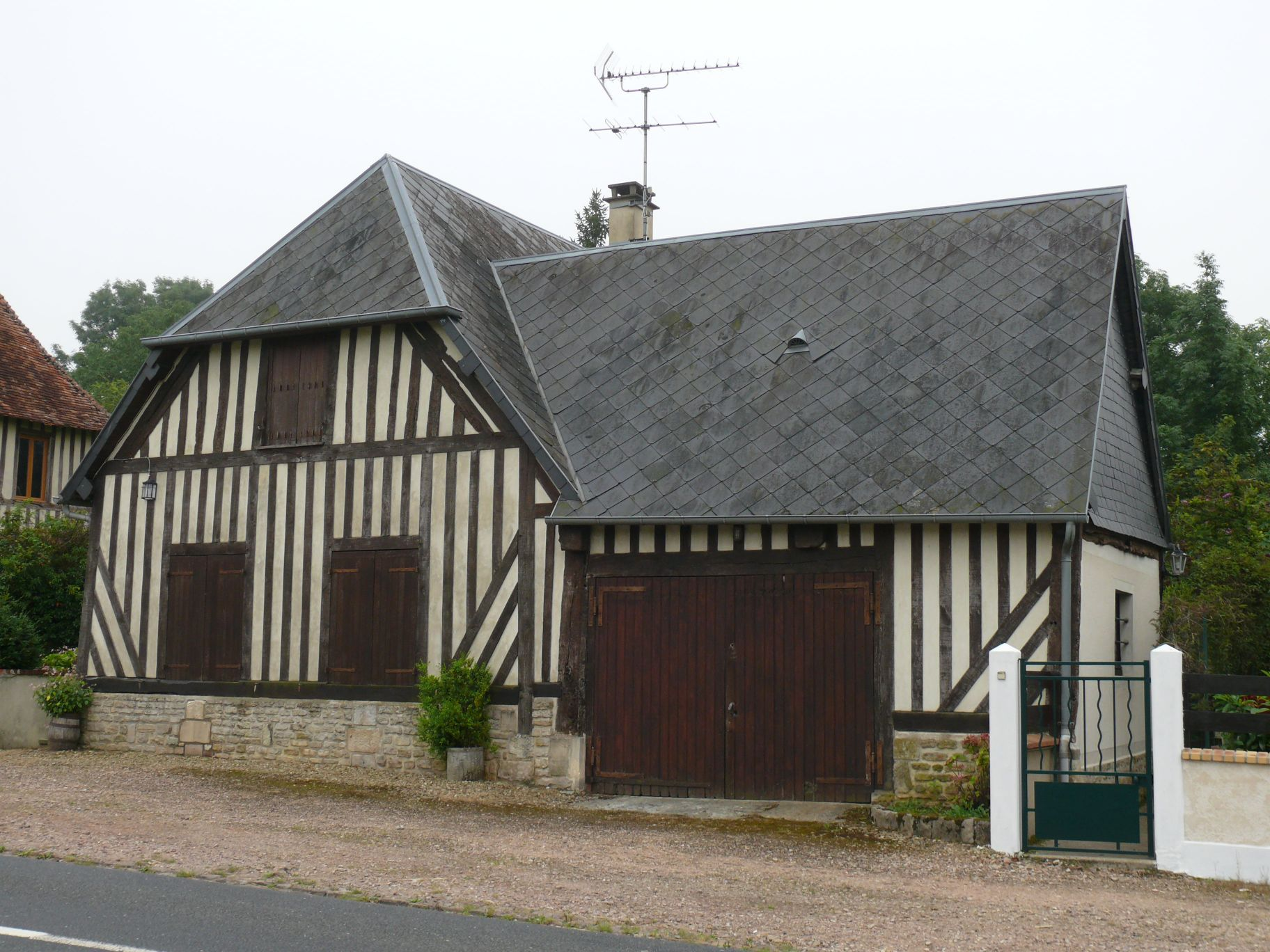
Maison.
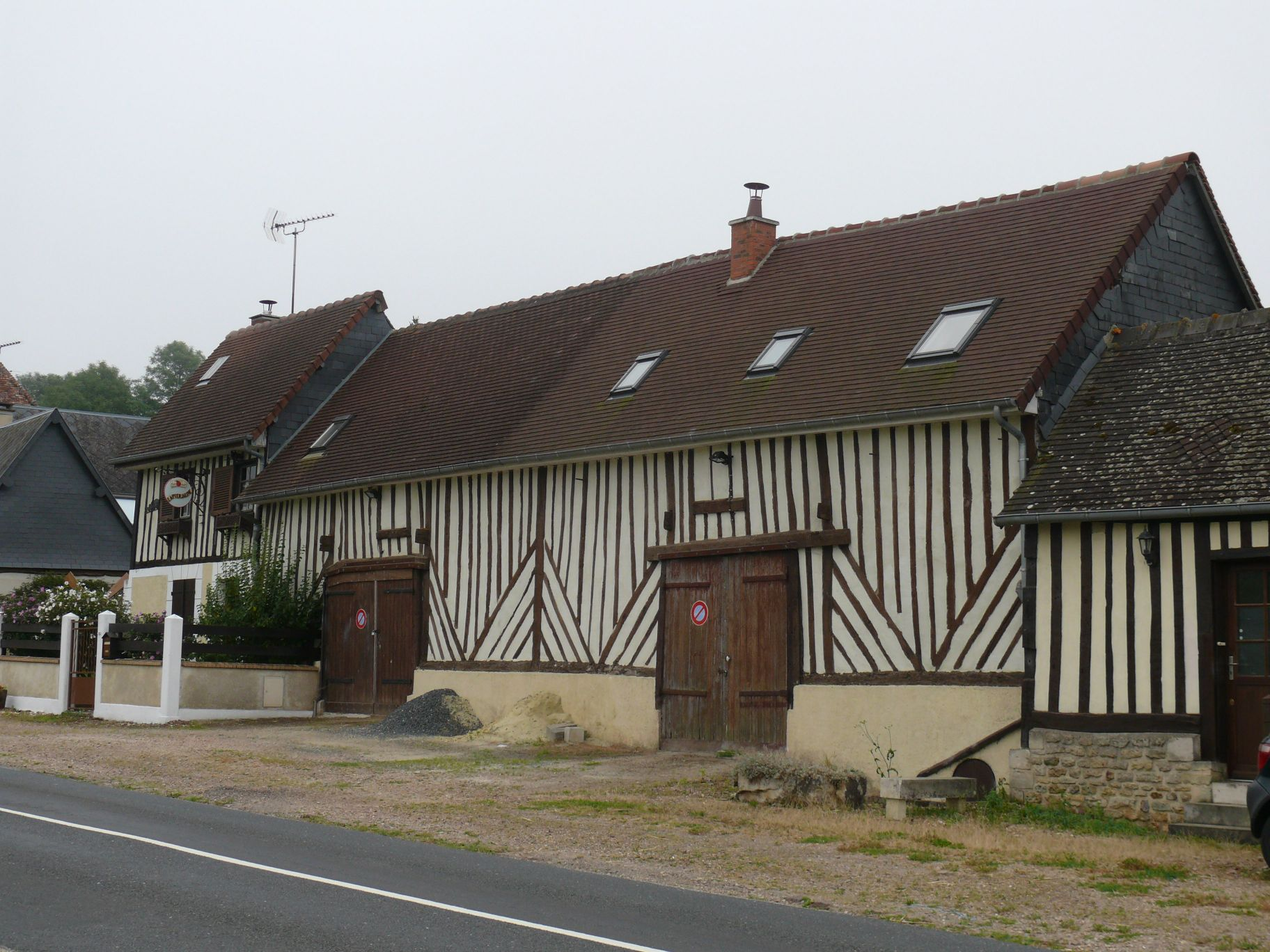
Maison.

## Toponymie
Notre-Dame : (le vocable désigne la Vierge Marie), il apparaît dans une toponymie importante ainsi que dans de nombreux édifices religieux — cathédrales, basiliques, collégiales, églises, chapelles, abbayes, etc. —, ainsi que dans le nom de diverses écoles ou universités. Dans les régions francophones, elle tend à remplacer le Sainte-Marie à partir du XIIIe siècle.
Sur la carte de Cassini, au XVIIe siècle, le nom du lieu est orthographié « Etreez en Auge ». Une voie, formée de segments de droite, y passe pour rejoindre Lisieux.

Le nom Estrées est un terme d'ancien français, issu du latin strata (via), qui désignait une « voie couverte de pierres plates », par opposition à rupta (via) > route. Il s'est conservé dans la plupart des langues romanes (cf. l'italien et le roumain strada) et a été emprunté par le germanique (cf. l'anglais street, l'allemand Straße et le néerlandais straat). Le mot estrée a disparu du français à la fin du Moyen Âge, mais il demeure dans un grand nombre de toponymes, particulièrement dans le nord de la France, signalant la proximité d'une voie romaine.

## Histoire
Le 1er janvier 2015, Notre-Dame-d'Estrées intègre avec Corbon la commune de Notre-Dame-d'Estrées-Corbon créée sous le régime juridique des communes nouvelles instauré par la loi no 2010-1563 du 16 décembre 2010 de réforme des collectivités territoriales. Les communes de Corbon et Notre-Dame-d'Estrées deviennent des communes déléguées et Notre-Dame-d'Estrées est le chef-lieu de la commune nouvelle.

## Politique et administration
| Période                                  | Période          | Identité         | Étiquette | Qualité        |
| ---------------------------------------- | ---------------- | ---------------- | --------- | -------------- |
| ?                                        | mars 2001        | Étienne Le Baron |           |                |
| mars 2001                                | 31 décembre 2014 | Jacques Talbot   | SE        | Cadre bancaire |
| Les données manquantes sont à compléter. |                  |                  |           |                |

## Population et société

### Démographie
En 2019, la commune comptait 136 habitants. Depuis 2004, les enquêtes de recensement dans les communes de moins de 10 000 habitants ont lieu tous les cinq ans (en 2004, 2009, 2014, etc. pour Notre-Dame-d'Estrées) et les chiffres de population municipale légale des autres années sont des estimations.
| 1793 | 1800 | 1806 | 1821 | 1831 | 1836 | 1841 | 1846 | 1851 |
| ---- | ---- | ---- | ---- | ---- | ---- | ---- | ---- | ---- |
| 393  | 301  | 412  | 382  | 372  | 363  | 384  | 374  | 337  |

| 1856 | 1861 | 1866 | 1872 | 1876 | 1881 | 1886 | 1891 | 1896 |
| ---- | ---- | ---- | ---- | ---- | ---- | ---- | ---- | ---- |
| 307  | 310  | 294  | 291  | 276  | 310  | 313  | 308  | 307  |

| 1901 | 1906 | 1911 | 1921 | 1926 | 1931 | 1936 | 1946 | 1954 |
| ---- | ---- | ---- | ---- | ---- | ---- | ---- | ---- | ---- |
| 303  | 305  | 283  | 269  | 222  | 223  | 243  | 213  | 213  |

| 1962 | 1968 | 1975 | 1982 | 1990 | 1999 | 2004 | 2009 | 2014 |
| ---- | ---- | ---- | ---- | ---- | ---- | ---- | ---- | ---- |
| 229  | 222  | 171  | 157  | 133  | 128  | 133  | 166  | 166  |

| 2018 | - | - | - | - | - | - | - | - |
| ---- | - | - | - | - | - | - | - | - |
| 144  | - | - | - | - | - | - | - | - |

## Culture locale et patrimoine

### Lieux et monuments
- L'église Notre-Dame.
- Le manoir de la Cour-Thorel, monument historique .
- Le manoir de l'Épinay.
- Le manoir de la Planche, monument historique.

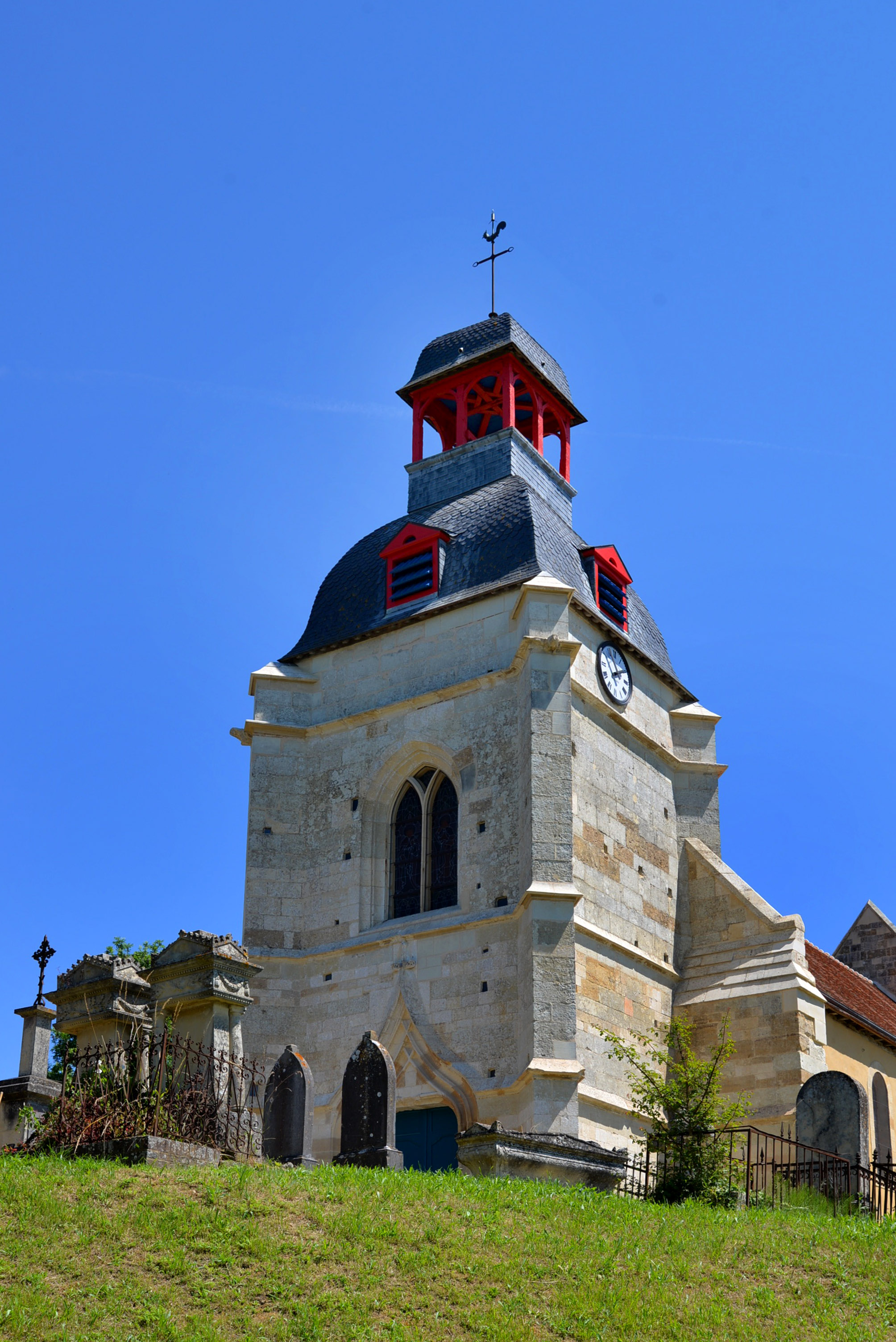
L'église Notre-Dame.
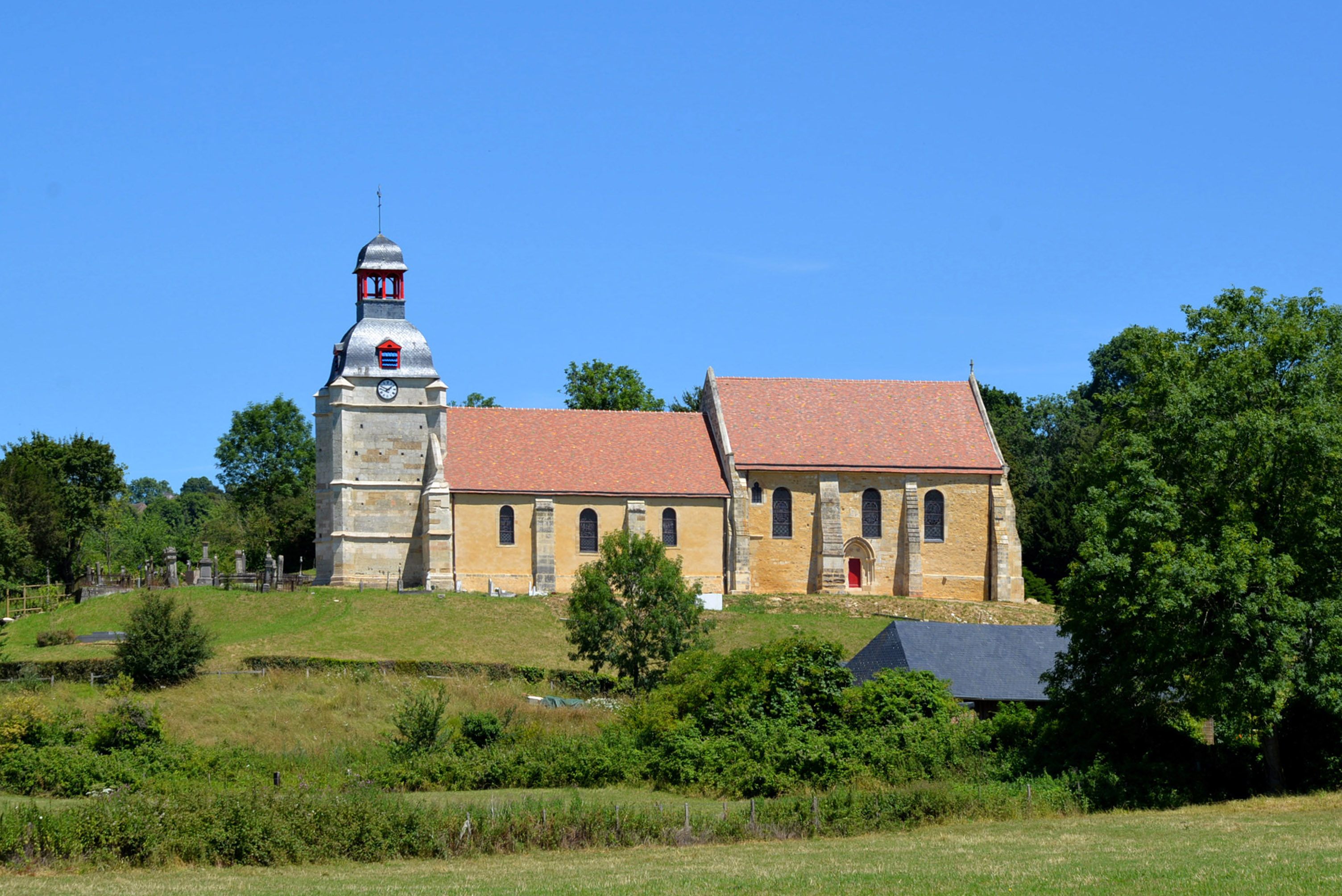
L'église Notre-Dame.
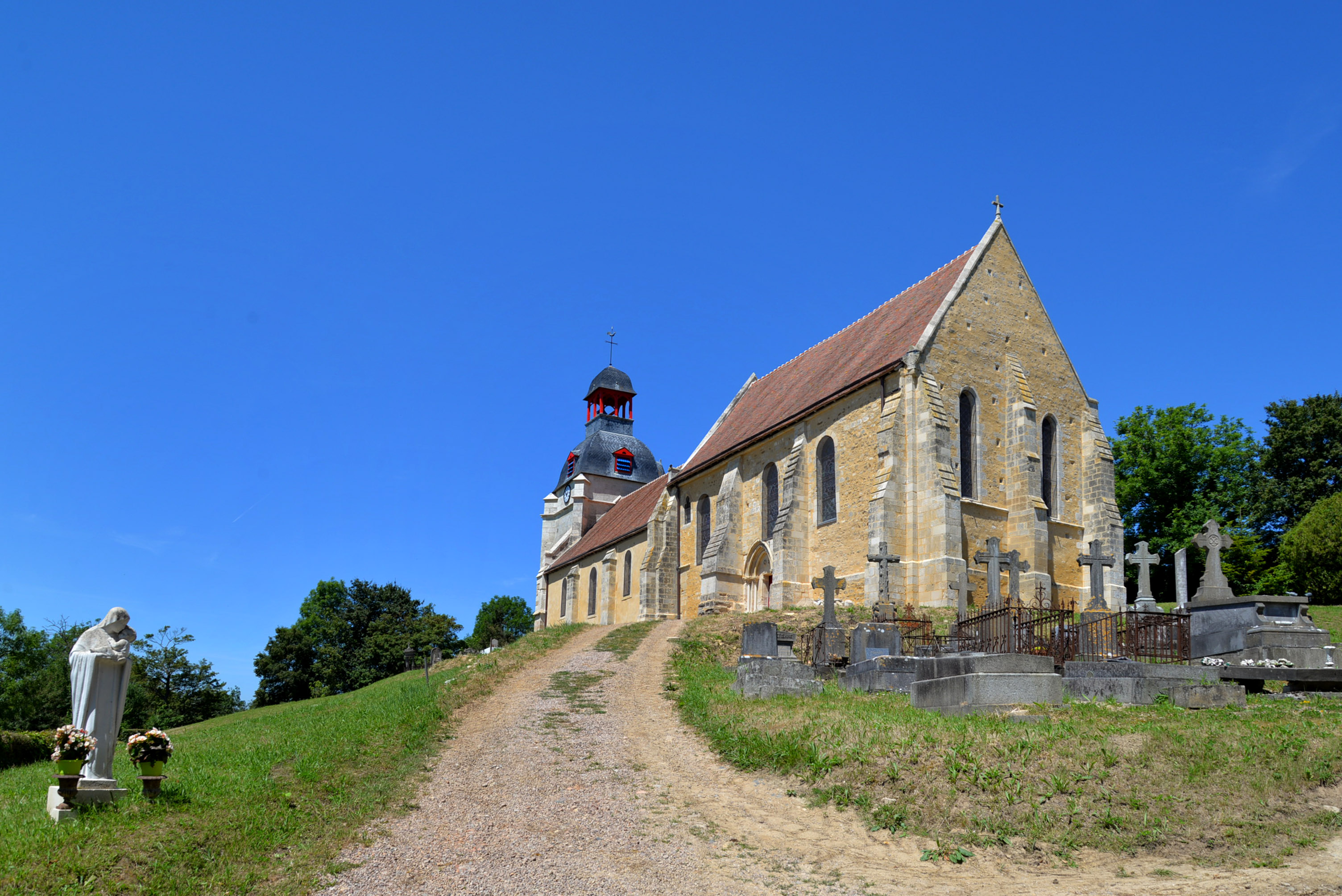
L'église Notre-Dame.